# تاناتوس
تاناتوس (‎/ˈθænətɒs/‎ به انگلیسی: Thanatos; یونانی باستان: Θάνατος، «مرگ»،) در اساطیر یونانی، تجسم مرگ بود. او شخصیتی در اساطیر یونان بود که علی‌رغم اشاره‌هایی که به او شده، به ندرت ظاهر می‌شد.
معادل تاناتوس در اساطیر رومی مورس یا لتوم است. مورس گاهی به اشتباه با ارکوس که معادل یونانی آن هورکوس که خدای سوگند بود، شناخته می‌شود ولی در اصل او راهنمای مردگان است.

## در اسطوره و شعر

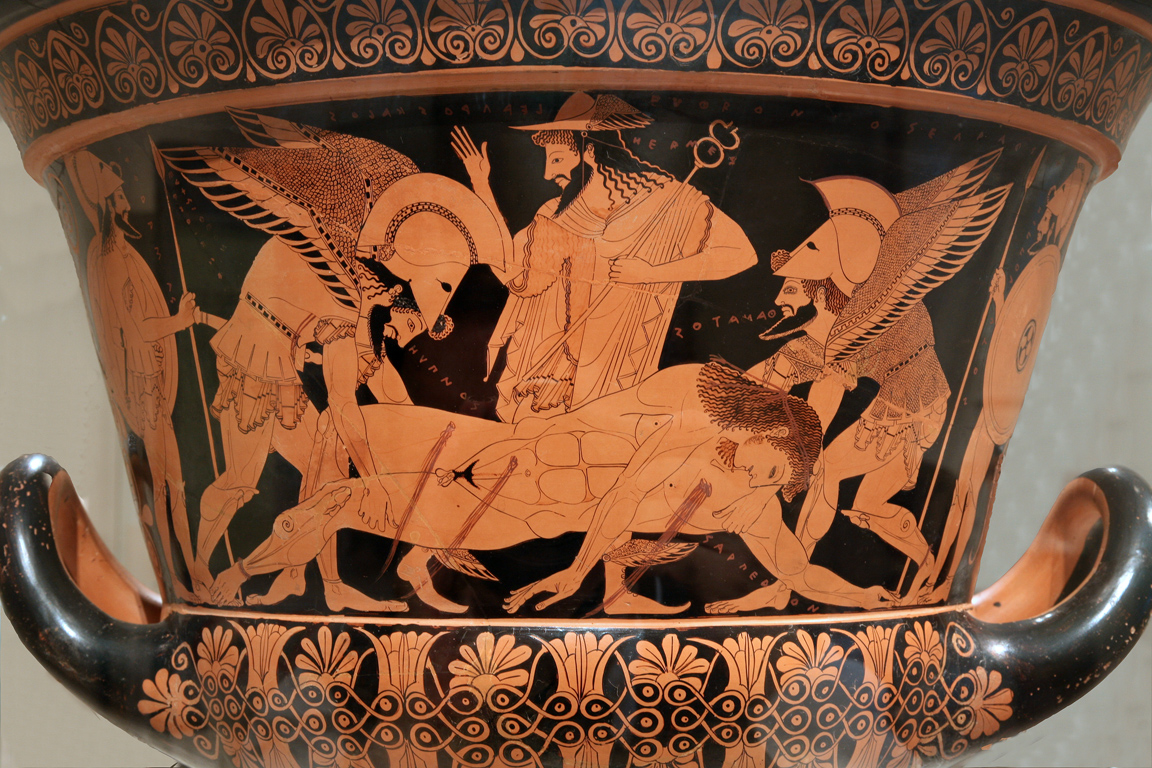
هومر در شعر حماسی خود، ایلیاد، هیپنوس و تاناتوس را به‌عنوان برادرهای دوقلوی تأیید کرد.

هزیود، شاعر یونانی، در کتاب تئوگونیا تصریح کرده که تاناتوس فرزند نیکس (شب) و اربوس (تاریکی) و برادر هوپنوس (خواب) است.
همچنین هومر در شعر حماسی خود، ایلیاد، هیپنوس و تاناتوس را به‌عنوان برادرهای دوقلوی تأیید کرد. آن‌ها توسط زئوس از و به‌دست آپولون، به‌دلیل تحویل سریع سارپدون نخست به وطنش لیکیه متهم شدند.
در میان خواهران و برادران تاناتوس به شخصیت‌های منفی دیگری نیز اشاره شده‌است، مانند گراس (پیری)، ایزیس (پستی و زجر)، موروس (مجازات و محشر)، آپاتی (فریبکاری)، موموس (ملامت)، اریس (ناسازگاری)، نمسیس (عدالت و انتقام)، استوکس، آخرون و خارون.
تاناتوس با سه مویرای (در آثار هزیود به‌نام دختران شب شناخته می‌شوند) ارتباط داشت، به‌ویژه آتروپوس، که الهه مرگ بود. او همچنین گاهی به «مرگ صلح آمیز» شناخته می‌شود. او به‌عنوان راهنمای مردگان بعضاً جایگزین هرمس می‌شد.